# Patrycja Wizińska-Socha
Patrycja Wizińska-Socha (ur. 1983 w Wałbrzychu) – polska doktor nauk medycznych, pomysłodawczyni telemedycznego systemu do badania dobrostanu płodu (Pregnabit), na który składa się mobilne urządzenia KTG (kardiotokograf) oraz platforma telemedyczna, gdzie wykwalifikowany personel medyczny analizuje spływające zapisy KTG. Prezes zarządu firmy NESTMEDIC.
Stopień magistra inżyniera biotechnologii farmaceutycznej uzyskała na Politechnice Wrocławskiej. Pracę doktorską o tytule Optymalizacja procesu przygotowania materiału tkankowego z wykorzystaniem metody mikrodysekcji laserowej do badań z zakresu biologii molekularnej obroniła w 2015 roku na wydziale lekarskim Uniwersytetu Medycznego we Wrocławiu, pod kierunkiem Marzenny Podhorskiej-Okołów.
W Narodowym Instytucie Badań Rolniczych we Francji odbyła dwukrotnie staż naukowy pod kierunkiem profesora Andrzeja Mazura.
W 2014 roku wspólnie z Anną Skotny, również doktorantką na Uniwersytecie Medycznym we Wrocławiu, założyła firmę NESTMEDIC. Wspólnie stworzyły zespół, który opracował prototyp mobilnego urządzenia KTG (teleKTG) o nazwie handlowej Pregnabit. Urządzenie to, podobnie jak stacjonarne KTG stosowane w placówkach medycznych pozwala na monitorowanie stanu zdrowia płodu (akcję serca płodu i skurcze mięśnia macicy). Następnie zapis KTG przesyłany jest z wykorzystaniem sieci telefonii komórkowej do Medycznego Centrum Telemonitorigu, gdzie specjalistyczny personel medyczny analizuje wszystkie spływające zapisy i w razie potrzeby podejmuje odpowiednie działania.
Za Pregnabit uzyskała w czerwcu 2016 roku tytuł „Innowatora Roku 2016” (Innovators Under 35 Poland), przyznawanego przez czasopismo „MIT Technology Review”, którego wydawcą jest Massachusetts Institute of Technology. New Europe 100 — changemakers in central and eastern Europe. Res Publica, Google, Visegrad Fund oraz Financial Time wyłoniło 100 liderów innowacji z regionu Europy Środkowo-Wschodniej. Wśród nich znalazła się Patrycja Wizińska-Socha jako jedna z siedmiu kobiet z Polski. W grudniu 2016 roku wraz z Anną Skotny zajęły 1 miejsce w kategorii Debiutantki w Plebiscycie Gospodarczym „Kobiece Twarze – Women’s Faces”. Produkt Pregnabit otrzymał również wyróżnienie „Najbardziej innowacyjny produkt na targach” w kategorii telemedycyna od organizatora Warsaw International Healthcare Exhibition (WIHE).